# 臺灣十大觀光小城
臺灣十大觀光小城為中華民國交通部觀光局於2012年為推展臺灣鄉鎮在地特色及觀光發展而發起的票選活動，第一階段邀請學者專家先遴選出17個行政區，第二階段則由民眾由網路及明信片進行投票，其中得票數占總分20%，專家評選占總分80%，活動時間自該年1月21日到3月9日中午12時止，最終結果於同年3月15日公布。除了選出十個觀光小城外，並增選出「最具地方特色小城」、「最整潔乾淨觀光小城」、「最具國際觀光潛力小城」及其他潛力小城。

## 十大觀光小城
本表依行政區首字筆劃順序，非名次結果
| 小城名稱     | 小城標語               | 圖像 |
| ------------ | ---------------------- | ---- |
| 臺中市大甲區 | 大甲區媽祖文化         |      |
| 桃園市大溪區 | 大溪總統鎮             |      |
| 台北市北投區 | 北投風華小鎮           |      |
| 台南市安平區 | 台灣之名源自安平       |      |
| 金門縣金城鎮 | 金城鎮後浦古樸小鎮     |      |
| 高雄市美濃區 | 美濃美意情濃           |      |
| 彰化縣鹿港鎮 | 鹿港鎮工藝、美食、古蹟 |      |
| 南投縣集集鎮 | 火車印象‧踩風集集      |      |
| 新北市瑞芳區 | 水金九地區礦山祕境     |      |
| 宜蘭縣礁溪鄉 | 礁溪溫泉養生樂活小城   |      |

增選
| 小城名稱                             | 小城標語       | 圖像 |
| ------------------------------------ | -------------- | ---- |
| 苗栗縣三義鄉（最具地方特色小城）     | 三義木雕藝術城 |      |
| 花蓮縣瑞穗鄉（最整潔乾淨觀光小城）   | 瑞穗溫泉休閒   |      |
| 台北市信義區（最具國際觀光潛力小城） | 信義時尚之城   |      |

其他潛力小城則包括馬祖北竿戰地之鄉(連江北竿)、生態保育琉球鄉(屏東琉球)、澎湖縣馬公民俗小鎮(澎湖馬公)、熱氣球的故鄉-鹿野(臺東鹿野)

## 灌票爭議
該活動舉行以來，曾發生數次灌票事件。傳出有駭客寫程式繞過防灌票機制，用幾個帳號重複大量灌票情形。觀光局企劃組組長蔡明玲表示，「台灣十大觀光小城」引發重視是好事，但因此被駭卻是始料未及。後來灌票疑慮的票數均被移除，觀光局也表示將加強防弊機制。

## 外部連結
- 十大觀光小城活動官方網站 （页面存档备份，存于）
- 十大觀光小城出爐
- 大紀元-台觀光小城遴選被駭 前2灌票多 （页面存档备份，存于）
- 風雲變色！十大觀光小城爆灌票疑雲 （页面存档备份，存于）